# ماكروموميسين ب
ماكروموميسين ب هو مضاد حيوي له نشاط مضاد للسرطان.